# 欧洲共产主义行动
欧洲共产主义行动（英語：European Communist Action，缩写为ECA）是一个欧洲共产主义国际政党组织。2023年9月9日，共产党和工人党倡议因成员党在俄羅斯入侵烏克蘭问题上存在意识形态和政治分歧而解散；同年11月18日，主张同时反对俄罗斯和北约的部分共产党和工人党倡议前成员党建立该组织。该组织的总部设在希腊雅典。该组织的宗旨是促进科学社会主义，反对欧盟和北约，挑战资本主义的剝削和帝国主义。该组织认为欧盟是一个帝国主义集团，称将致力于维护阶级斗争原则和工人权利，主张社会主义作为对欧洲当前资本主义制度的替代方案。

## 成员党
| 国家              | 政党                              |
| ----------------- | --------------------------------- |
| 奥地利            | 奥地利劳动党                      |
| 法國              | 法国革命共产党                    |
| 希腊              | 希腊共产党                        |
| 愛爾蘭 · 北爱尔兰 | 工人党                            |
| 義大利            | 共产主义阵线                      |
| 芬兰              | 共产主义工人党—争取和平与社会主义 |
| 荷蘭              | 荷兰新共产党                      |
| 西班牙            | 西班牙工人共产党                  |
| 瑞典              | 瑞典共产党                        |
| 瑞士              | 瑞士共产党                        |
| 土耳其            | 土耳其共产党                      |
| 乌克兰            | 乌克兰共产主义者联盟              |